# 馬特奥·孔蒂尼
馬特奥·孔蒂尼（義大利語：Matteo Contini；1990年4月16日—）是一位意大利足球運動員。在場上的位置是中後衛。他現在效力於意大利足球乙級聯賽球隊巴里足球俱樂部。